# Sussex Camock
Sussex Camock o Sussex Cammock (1600-1659) fue un corsario inglés al servicio de la Compañía de la Isla de Providencia.   

## Biografía
Sussex Camock nació en Maldon, Essex, Inglaterra en 1600. Como joven corsario, sirvió como alférez bajo el mando de Sir Charles Riche, pariente de su madre, y participó en la fallida Expedición a Cádiz de 1625 dirigida por Robert Devereux, 3.er Conde de Essex . En 1627 se le dio el mando del Little Neptune, parte de la flota privada de Robert Rich, II conde de Warwick . Al año siguiente le dieron el mando del barco Warwick.
Tras el éxito de la colonia de Islas de Sommers (actual Barbados), sus inversores ingleses crearon la Compañía de la Isla de Providencia. El II conde de Warwick, uno de sus impulsores, financió la expedición de Camock y Daniel Elfrith a las islas de San Andrés y Santa Catalina situadas frente a las costas del Caribe de la Capitanía General de Guatemala española. Permaneció en San Andrés con los barcos Warwicke & Somer Islands permaneció en San Andrés, mientras que Daniel Elfrith regresó a Inglaterra vía las islas Bermudas para dar cuenta de la idoneidad de las islas . Nathaniel Rich, primo del II conde de Warwick, fue informado por el gobernador de Bermudas Philip Bell (yerno de Elfrith) de que las islas estaban "yaciendo en el corazón de las Indias y en la boca de los españoles". Por este motivo fueron consideradas excelentes para promover el contrabando, piratería y ataques al comercio y poblaciones españolas en América, respaldando la constitución de la Compañía de la Isla de Providencia en 1630.
En julio de 1633 la Compañía de la Isla de Providencia mandó a Camock regresar a isla de Providencia para la compra de esclavos africanos a los negreros neerlandeses para la colonia y realizar una expedición a cabo Gracias a Dios.Una vez en isla Providencia,  los hermanos Abraham y Willem Albertzoon Blauvelt, al servicio de la Compañía Neerlandesa de las Indias Occidentales, guiaron a Camock al cabo Gracias a Dios (actuales Honduras y Nicaragua). Camock estableció el comercio de contrabando con los indígenas de esta región, siendo especialmente valioso el lino, al que denominaron lino de Camock o hierba de seda. La Compañía de Isla de Providencia otorgó el monopolio de su comercio a otra compañía. Pese a que la Compañía nombró a Camock gobernador de Cabo Gracias a Dios en 1635, ese mismo año la factoría fue abandonada. Esta región fue más tarde incorporada Inglaterra como protectorado de Costa de Misquitos. 
Durante la Revolución Inglesa (1642-1651), Camock fue comandante del Landguard Fort, Harwich . Sussex Camock murió en 1659 en Boreham, Essex, Inglaterra. John Masefield usó su personaje para el viejo capitán pirata Cammock en su libro de 1933 Captain Margaret .